# Хорское городское поселение
Хорское городско́е поселе́ние — муниципальное образование в районе имени Лазо Хабаровского края Российской Федерации. Образовано в 2004 году.
Административный центр — рабочий посёлок Хор.

## Население
| 2010    | 2011    | 2012    | 2013    | 2014    | 2015    | 2016    |
| ------- | ------- | ------- | ------- | ------- | ------- | ------- |
| 10 899  | ↗10 902 | ↘10 695 | ↘10 627 | ↘10 605 | ↘10 442 | ↘10 321 |
| 2017    | 2018    | 2019    | 2020    | 2021    | 2023    |         |
| ↘10 048 | ↘9840   | ↘9533   | ↘9340   | ↗10 402 | ↘10 386 |         |

## Населённые пункты
В состав поселения входят 2 населённых пункта:
| № | Населённый пункт | Тип             | Население |
| - | ---------------- | --------------- | --------- |
| 1 | База Дрофа       | посёлок         | ↘440      |
| 2 | Хор              | рабочий посёлок | ↘9934     |